# Den brysomme mannen
Den brysomme mannen ("Den besvärande mannen") är en norsk film från 2006. Filmen regisserades av Jens Lien efter manus av Per Schreiner. I huvudrollerna ses bland andra Trond Fausa Aurvåg, Petronella Barker, Johannes Joner och Birgitte Larsen. Filmen handlar om Andreas, spelad av Aurvåg, som plötsligt finner sig i vad som verkar vara en perfekt, men själlös dystopi, och hans försök att fly. Filmen togs emot väl av kritiker och fick två priser i Amandaprisen 2006.

## Handling
Vid filmens början går Andreas (Trond Fausa Aurvåg) ut framför tåget i en tunnelbana och allt blir svart. När han vaknar befinner han sig på en buss, och släpps av mitt ute i vildmarken. Härifrån blir han skjutsad till en närliggande stad, där han snabbt inrättas med ett komfortabelt jobb och en lägenhet, och där han senare också får en vacker flickvän (Petronella Barker). Det till synes perfekta livet visar sig dock snart vara tomt, ingen uttrycker någonsin några känslor och den enda tillflykten från denna tomhet är en meningslös konsumerism. När det något obekväma drar sig mot det absurda försöker Andreas att fly, men finner att det inte finns någon väg ut ur staden. Han träffar till slut Hugo (Per Schaaning), som har hittat en spricka i källarväggen där han bor, från vilket ljuv musik strömmar ut. De två smider en plan för att rymma.
1. 1 2 3 4 5 6 7 8 9 10  läs online, www.nb.no , läst: 26 januari 2016.[källa från Wikidata]
2. ↑  läs online, Internet Movie Database , läst: 18 april 2016.[källa från Wikidata]
3. 1 2 3 4 5  europeanfilmawards.eu, Europeiska filmakademin-ID: 5194, läst: 13 februari 2022.[källa från Wikidata]
4. 1 2  läs online, www.europeanfilmacademy.org , läst: 21 mars 2020.[källa från Wikidata]
5. ↑  Internet Movie Database, läs online, läst: 28 augusti 2022.[källa från Wikidata]
6. 1 2 3  läs online, Internet Movie Database , läst: 26 januari 2016.[källa från Wikidata]
7. 1 2 3 4  Box Office Mojo, läs online, läst: 28 augusti 2022.[källa från Wikidata]
8. 1 2  Internet Movie Database, läs online, läst: 28 augusti 2022.[källa från Wikidata]